# Ministère de la Défense nationale sahraouie
Pour les articles homonymes, voir Ministère de la Défense.
 (juillet 2025).
Le Ministère de la Défense Nationale Sahraouie (ar: وِزَارَةُ الدِّفَاعِ الْوَطَنِيَّةِ, es: Ministerio de Defensa Nacional) est l'organe gouvernemental de la République arabe sahraouie démocratique (RASD), responsable de la supervision et de la gestion de l'Armée de Libération Populaire Sahraouie (ALPS), qui constitue les forces armées de la RASD. La RASD, proclamée par le Front Polisario en 1976, revendique la souveraineté sur l'intégralité du territoire du Sahara occidental.
|  |